# Bertil Håkansson
Nils Bertil Håkansson, född 11 mars 1937 i Sveg, Härjedalen, och uppvuxen i Östersund, död 20 april 2014 i Röbäck, Umeå var en svensk arkitekt.

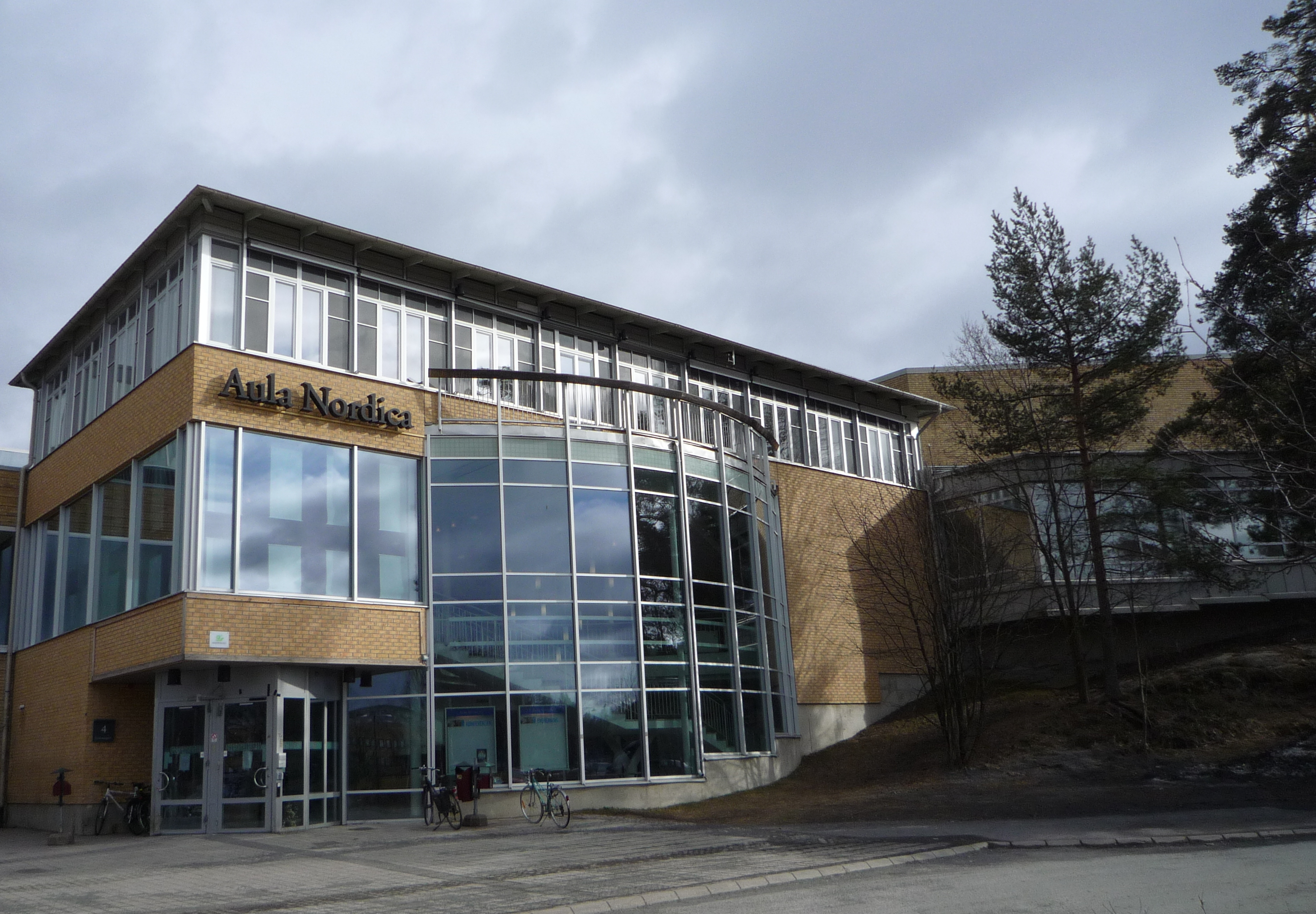
Aula Nordica

Efter arkitektstudier på Kungliga Tekniska högskolan i Stockholm fick han 1965–1967 anställning hos sin lärare, professor Peter Celsing, och var under denna tid en av vinnarna i tävlingen om ett nytt riksbanks- och kulturhus i Stockholm.
År 1969 flyttade han till Umeå, i samband med utbyggnaden av universitetsområdet. 1975 gjorde han tillsammans med arkitektkollegan Ragnar Bergeå en ny utbyggnadsplan för universitetsområdet, och har där ritat bland annat Skogshögskolan (1973–1978), Universitetshallen (1983), Aula Nordica (1988)  och Samverkanshuset vid Umeå universitet. 
Ett annat tidigt uppdrag i Umeå var att rita om den runda, nedlagda Konsumbutiken på Västerslätt till en stadsdelskyrka, och resultatet blev Västerslättskyrkan S:t Staffan som invigdes 1977. Därefter ritade Håkansson ytterligare två kyrkor i Umeå varav den senaste, den åttakantiga Katolska kyrkan (1993), belönades med Föreningen byggnadskultur i Umeå:s arkitekturpris Umespiran – ett pris han fått sammanlagt fyra gånger.
Håkansson var också kontrakterad för att rita Umeå moské, som var planerad att byggas i stadsdelen Ålidhem. Projektet avstannade dock i brist på finansiärer och lades ned 2012. Bertil Håkansson är begravd på Svedvi kyrkogård.

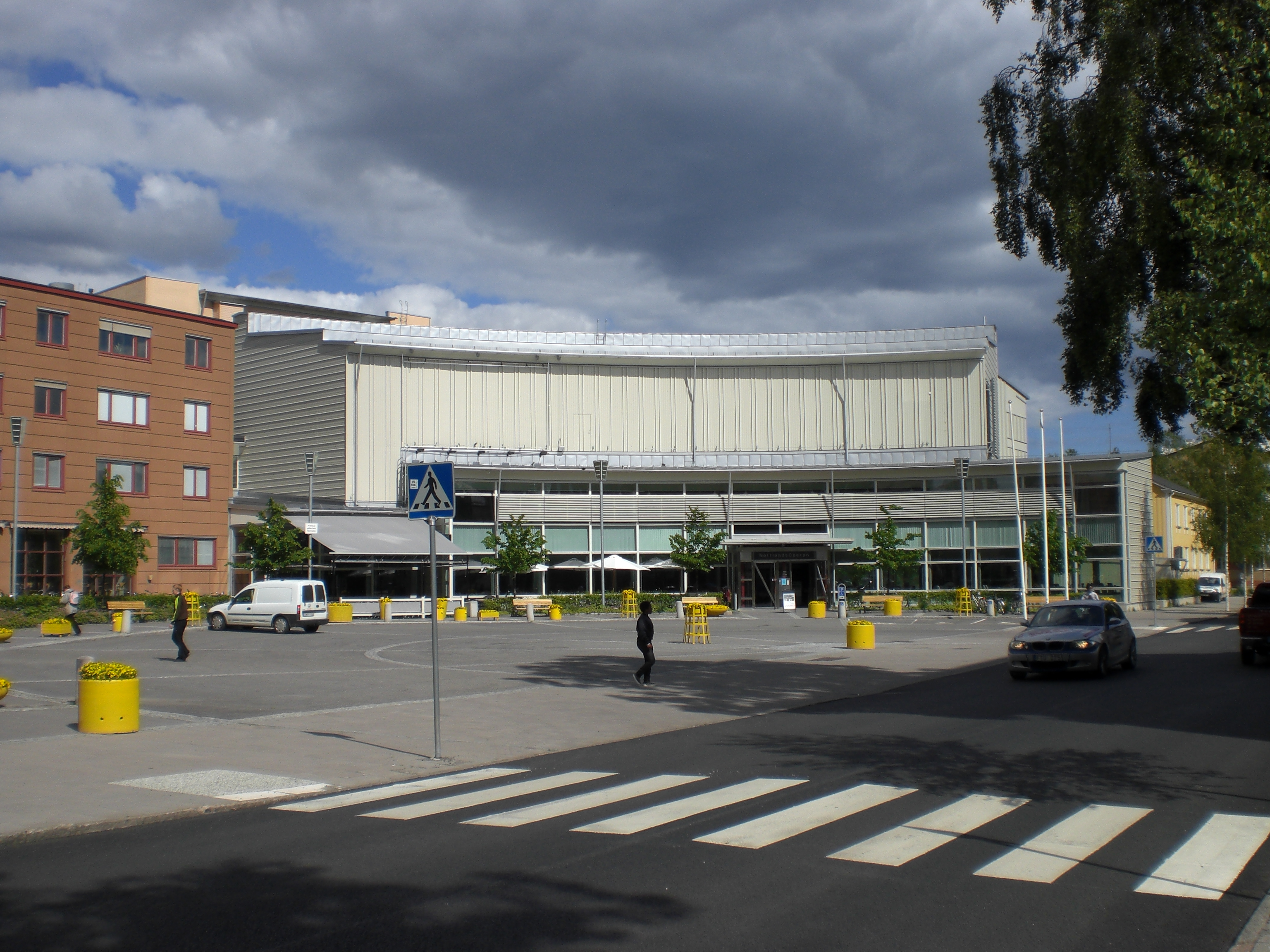
Norrlandsoperans nya byggnad

## Verk i urval
- 1973–1978 – Skogshögskolan i Umeå
- 1977 – Västerslättskyrkan S:t Staffan i Umeå
- 1981 – Mariakyrkan i Umeå
- 1988 – Aula Nordica, Umeå universitet
- 1993 – Katolska kyrkan i Umeå
- 1996 – Lärarutbildningshuset, Umeå universitet [6]
- 2002 – Norrlandsoperan [7]
- 2004 – Ombyggnad av Samverkanshuset, Umeå universitet [8]

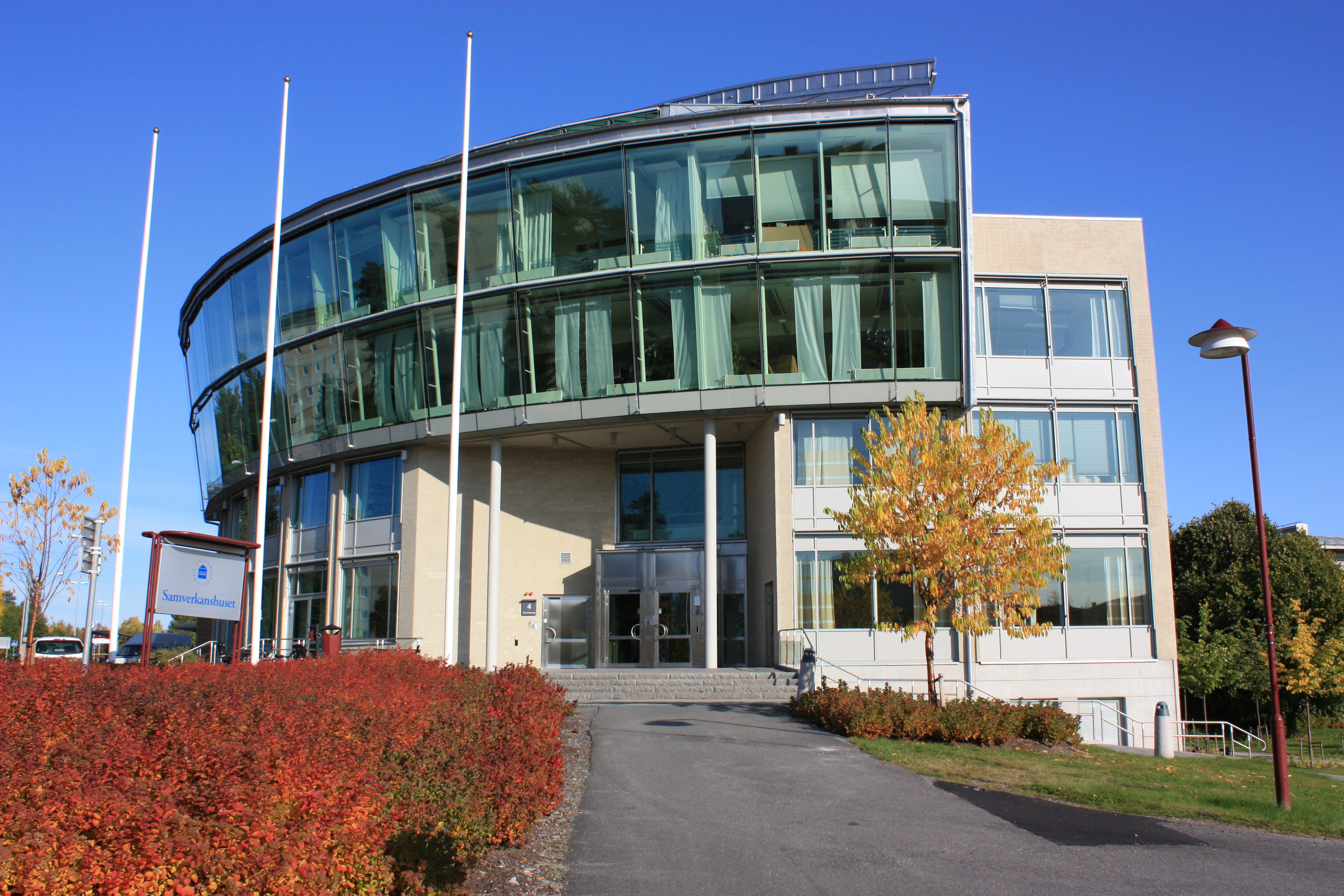
Samverkanshuset, Umeå universitet

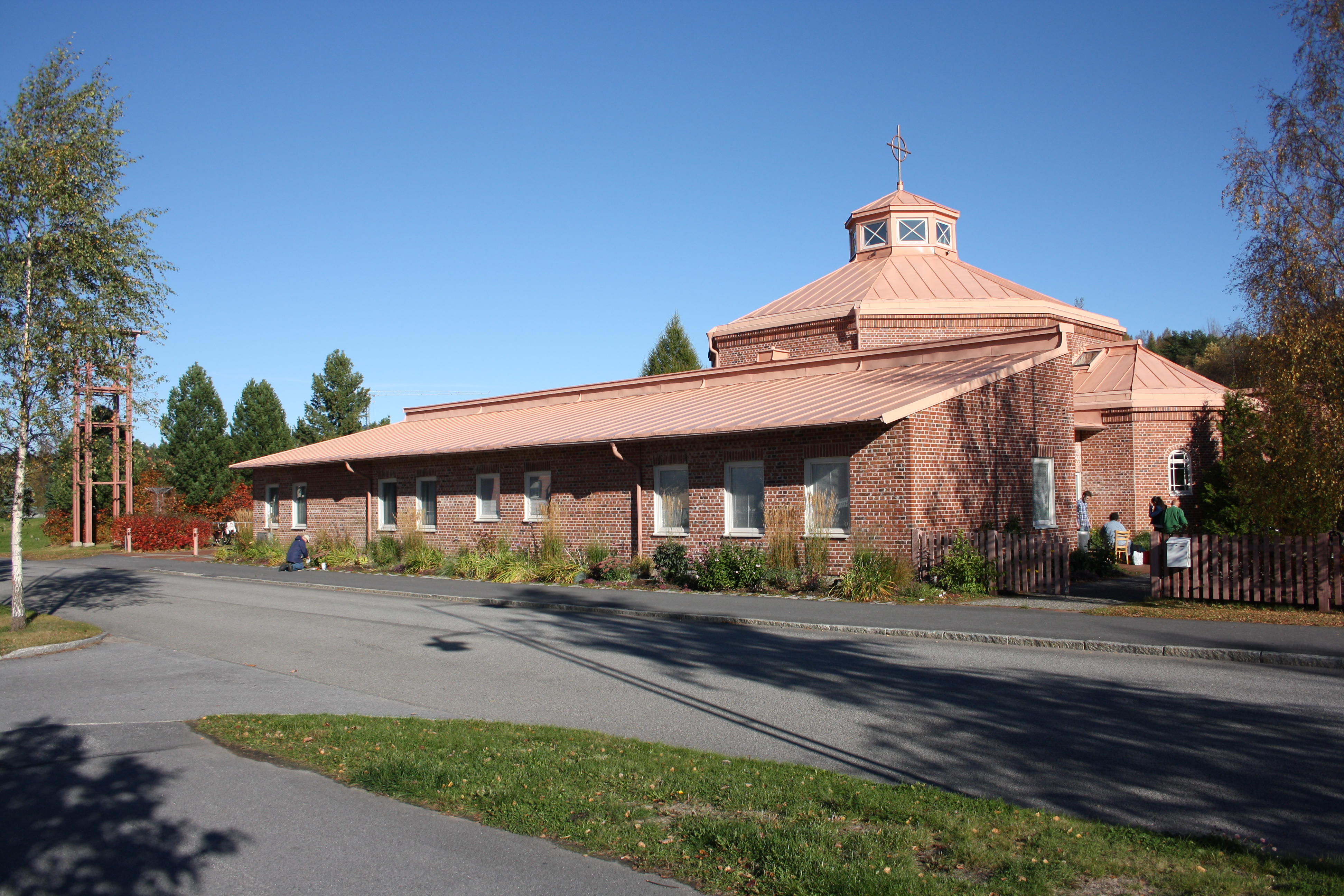
Katolska kyrkan i Umeå